# Hitchie Creek Provincial Park
Der Hitchie Creek Provincial Park (auch Hitchie Creek Park) ist ein nur etwa 226 Hektar (ha) großer Provincial Park im Südwesten der kanadischen Provinz British Columbia, auf Vancouver Island.
Bei dem Park handelt es sich um einen sogenannten backcountry park. Diese Parks haben üblicherweise keine direkte Anbindung an eine offizielle Straße und sind dann nur über Privatstraßen, Schotterpisten oder Holzfällerstraßen zu erreichen. Außerdem  verfügen sie üblicherweise über keine touristische Infrastruktur. Wilderness camping ist daher hier im Park erlaubt.

## Anlage
Der Park liegt im Alberni-Clayoquot Regional District, im Südwesten von Vancouver Island. Er liegt am Hitchie Creek, nördlich des Nitinat Lake bzw. nordöstlich des Hitchie Lake, in den Bergen der Vancouver Island Ranges. Der Hitchie Creek durchquert den Park von Nordost nach Südwest. Nordwestlich und südöstlich des Baches steigt das Gelände dann an. Nach Südwesten grenzt der Park dann unmittelbar an den Pacific-Rim-Nationalpark. Die nächstgelegene Ortschaft ist das etwa 30 Kilometer Luftlinie westlich gelegene Bamfield.
Bei dem Park handelt es sich um ein Schutzgebiet der IUCN-Kategorie II (Nationalpark).

## Geschichte
Der Park wurde am 13. Juli 1995 als einer aus einer Gruppen von insgesamt 50 Parks als Provincial Parks in British Columbia eingerichtet. Innerhalb dieser Gruppe gehörte er zu den kleinsten.
Wie jedoch bei fast allen Provinzparks in British Columbia gilt auch für diesen, dass die Gegend, lange bevor sie von europäischen Einwanderern besiedelt oder sie Teil eines Parks wurde, in diesem Fall Jagd- und Fischfanggebiet verschiedener Gruppen der First Nations, hier der Ditidaht, war.

## Flora und Fauna
Mit dem Biogeoclimatic Ecological Classification (BEC) Zoning System wird das Ökosystem von British Columbia in verschiedene biogeoklimatische Zonen eingeteilt. Biogeoklimatische Zonen zeichnen sich durch ein grundsätzlich identisches oder sehr ähnliches Klima sowie gleiche oder sehr ähnliche biologische und geologische Voraussetzungen aus. Daraus resultiert in den jeweiligen Zonen dann grundsätzlich auch ein sehr ähnlicher Bestand an Pflanzen und Tieren. Innerhalb dieser Systematik wird der Park der Coastal Western Hemlock Zone zugeordnet.
Der Park im gemäßigten Regenwald soll unter anderem den hier noch vorhandenen Primärwald (in englisch old-growth forest genannt) mit seinem Bestand an Douglasien und Westamerikanischen Hemlocktannen schützen. Zu den Pflanzen im Unterholz der Bäume gehört Kanadischer Hartriegel sowie Heidekrautgewächse wie Menziesia ferruginea oder Vaccinium ovalifolium. Im Hitchie Creek kommen Cutthroat-Forellen (deren anadromen Wanderform) sowie Lachse vor.